# 山崎あみ『うるおう』リコメンド
『うるおうリコメンド by Kyodo News』(略称うるりこ)
は、エンタメYouTube番組。タレント・モデルの山崎あみと共同通信記者による最新映画紹介、及びエンタメインタビュー動画を配信

## 概要
- 山崎あみと「今日が潤うコンテンツ」を薦め合うエンタメ番組として2023年１月スタート。最新映画紹介・解説レビュー、及びインタビュー動画配信をしている[1]。
- YouTubeでの配信に加え 共同通信社の加盟新聞各社のウェブサイト、47NEWSへの記事配信を展開している。
- チャンネル名にある「うるおう」は、山崎あみの「リスナーの人生を潤したいんです」という姿勢に由来。

## 出演者
- 山崎あみ タレント・モデル・ラジオDJ、写真集でも活躍
- 宮崎晃　企画・構成、動画編集等を兼務。映画を愛する記者
- 大倉たから　祖父が競馬ジョッキーで調教師。趣味は「男はつらいよ」「名探偵コナン」「小泉今日子」など。オタク的没入気質も持つ記者
- 安藤涼子 映画を愛する記者

## 初期（ポッドキャスト版）の番外編
番組初期に公開された助手のみでの「番外編」
- 番外編①【米アカデミー賞直前SP】映画担当記者と下馬評・予想トーク＜2023年３月＞
- 番外編②【米アカデミー賞現地取材報告SP】＜2023年３月＞
- 番外編③【オスカー受賞ブレンダン・フレイザー単独インタビューSP】＜2023年４月＞

　　ブレンダン・フレイザー自身が後日この回を聴き、映画会社を通じて番組に謝意が伝えられた。